# فرودگاه سندسپیت
فرودگاه سندسپیت (به انگلیسی: Sandspit Airport) یک فرودگاه همگانی باربری با کد یاتا YZP است که یک باند فرود آسفالت دارد و طول باند آن ۱۵۶۱ متر است. این فرودگاه در کشور کانادا قرار دارد و در ارتفاع ۶ متری از سطح دریا واقع شده است.

## شرکت‌های هواپیمایی و مقصدهای پروازی
| شرکت‌های هواپیمایی  | مقصدهای پروازی |
| ------------------ | -------------- |
| Air Canada Express | ونکوور         |
| North Cariboo Air  | چارتر: ونکوور  |
| R1 Airlines        | چارتر: ونکوور  |